# Rubigny
 Rubigny  es una población y comuna francesa, en la región de Champaña-Ardenas, departamento de Ardenas, en el distrito de Rethel y cantón de Chaumont-Porcien.

## Demografía
| 106 | 104 | 89 | 64 | 76 | 64 |
| Para los censos de 1962 a 1999 la población legal corresponde a la población sin duplicidades (Fuente: INSEE [Consultar]) |     |    |    |    |    |

## Imágenes

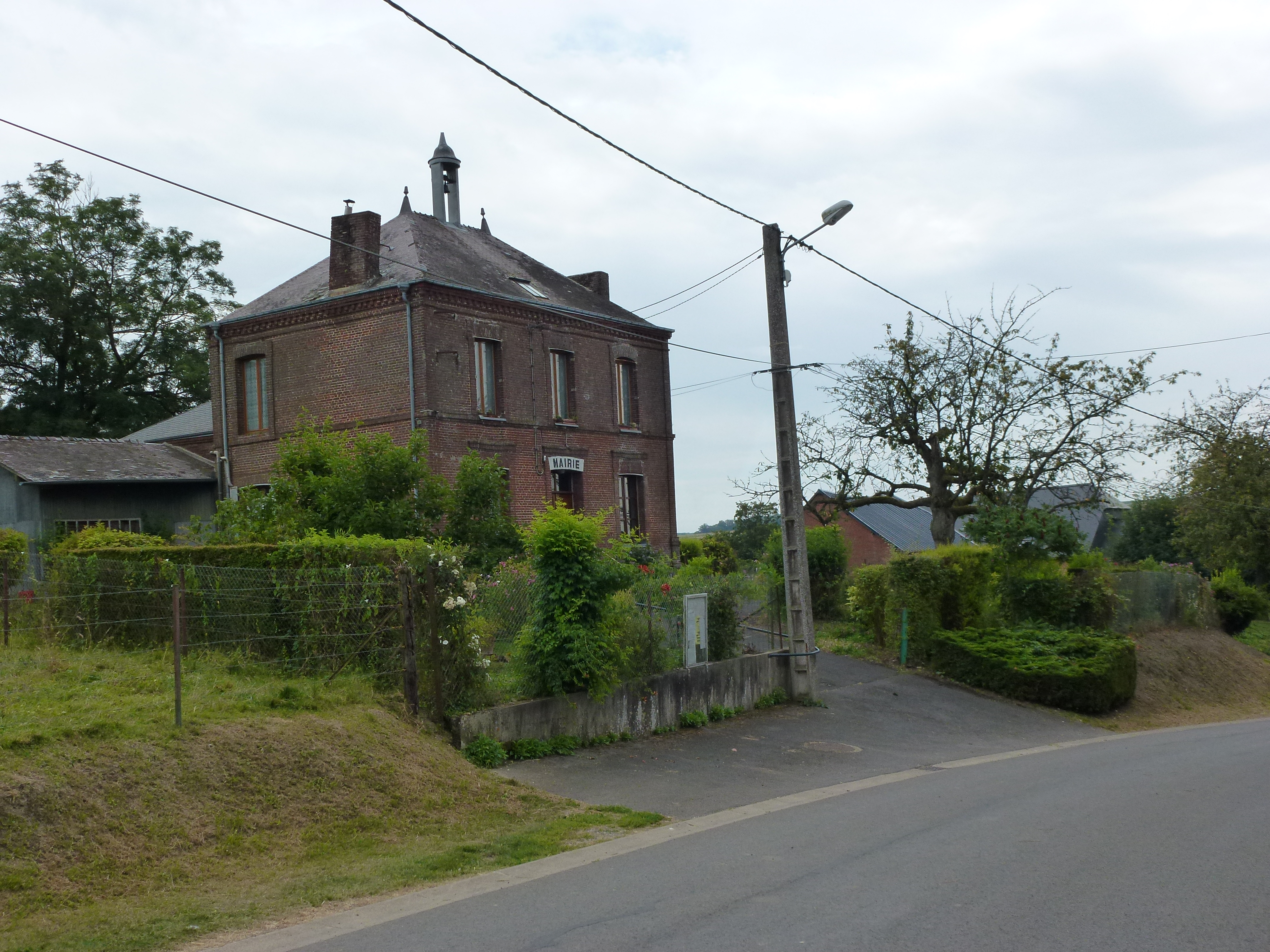
Ayuntamiento.
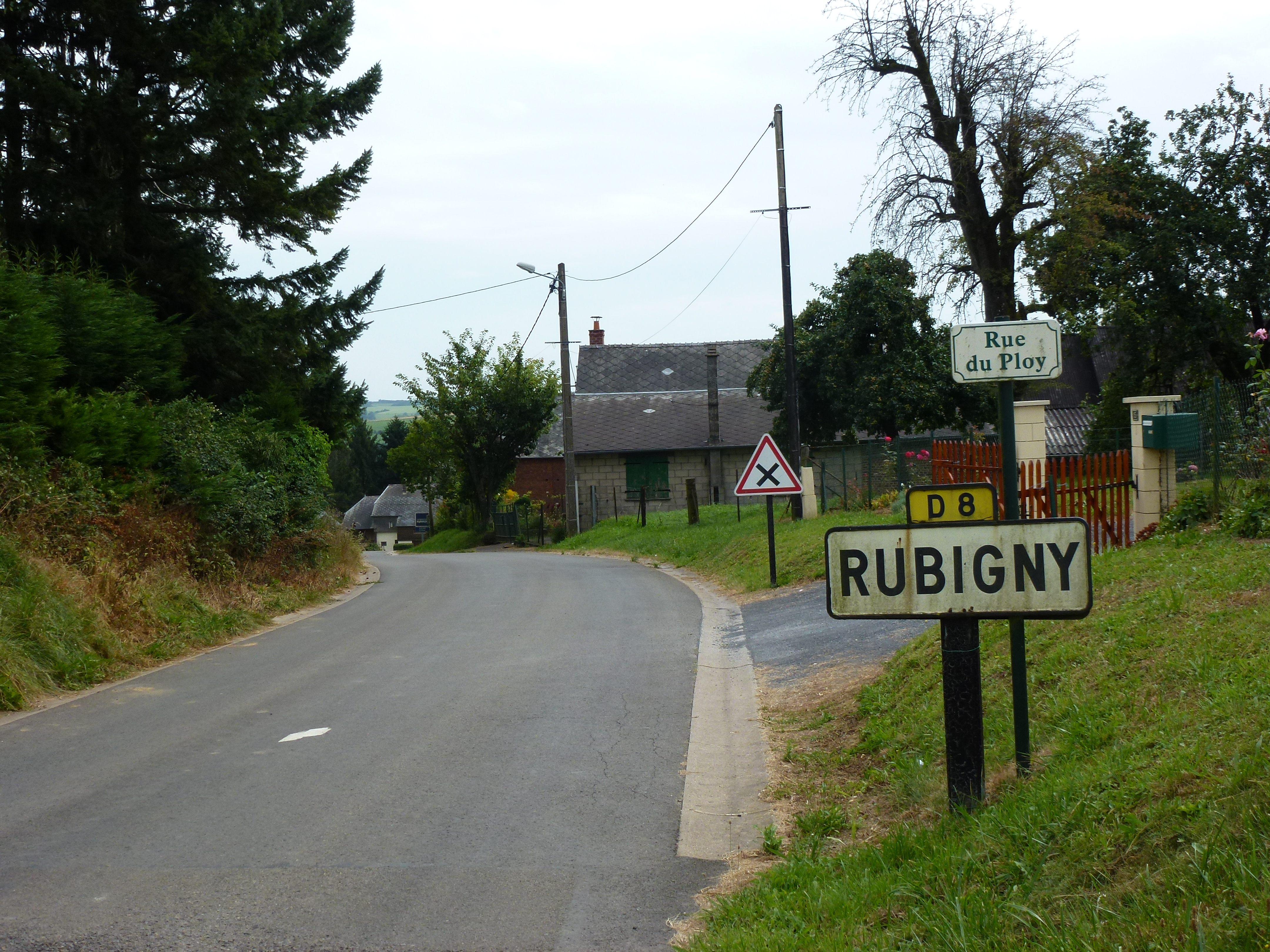
Acceso a Rubigny.